# Kirkiaceae
Kirkiaceae là danh pháp khoa học cho một họ trong thực vật có hoa trong bộ Bồ hòn (Sapindales). Họ này là một họ nhỏ, chỉ chứa 1 chi (Kirkia, đồng nghĩa: Pleiokirkia) với khoảng 8 loài cây gỗ hay cây bụi sống trong khu vực Đông Phi và Madagascar. Chúng thường có rễ củ. Lá kép lông chim lẻ với các lá chét có khía răng cưa. Cụm hoa là xim 2 ngả (2 trục thứ cấp trên 1 trục sơ cấp) nhưng các cụm hoa ở các cành tận cùng lại có thể là xim 1 ngả. Các hoa nhỏ, mẫu 4. Quả là dạng quả nẻ. Gỗ của loài Pleiokirkia leandrii (= Kirkia leandrii) được thông báo là có mùi tương tự như mật ong (Schatz 2001).
Họ Kirkiaceae trước đây được đặt trong hoặc gần họ Simaroubaceae (họ Thanh thất), nhưng nó thiếu các quassinoit và limonoit.

## Phân loại
Họ Kirkiaceae
- Chi Kirkia[1]
  - Kirkia acuminata (đồng nghĩa: K. pubescens)
  - Kirkia dewinteri
  - Kirkia leandrii (đồng nghĩa: Pleiokirkia leandrii)
  - Kirkia tenuifolia
  - Kirkia wilmsii
  - Kirkia burgeri (chưa dung giải)
  - Kirkia glauca (chưa dung giải)
  - Kirkia lentiscoides (chưa dung giải)